# Чорна Пшемша
Чорна Пшемша (пол. Czarna Przemsza) — річка в південній Польщі, у Заверцянському й Бендзинському повітах у Сілезькому воєводстві. Права притока Пшемші (басейн Балтійського моря).

## Опис
Довжина річки 63,3 км, найкоротша відстань між витоком і гирлом — 37,28 км, коефіцієнт звивистості річки — 1,70; площа басейну водозбору 1045,5  км². Формується притоками, багатьма безіменними струмками, загатами та частково каналізована.

## Розташування
Бере початок у селі Бзові на околиці міста Заверців. Спочатку тече переважно на південний захід через Марковизну, у Кузниці Маслонській повертає на північний захід і тече через місто Поремба. Далі повертає на південний захід, тече через місто Бендзин і там повертає на південний схід. На південно-східній околиці міста Сосновець річка з'єднується з Білою Пшемшою, створюючи річку Пшемшу.

## Притоки
- Мітренґа, Тшебичка, Погорія (ліві); Бриниця, Болина (праві).

## Цікаві факти
- У селі Пшечиці на річці утворено Пшечицьке водосховище.
- У декількох місцях річку перетинають автошляхи та залізниці.
- У місті Сосновець над річкою розташований ліцей ім. Емілії Плятер.

## Галерея

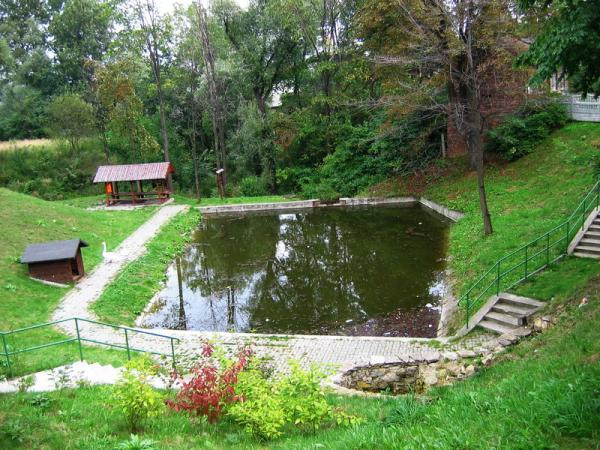
Джерело Чорної Пшемши
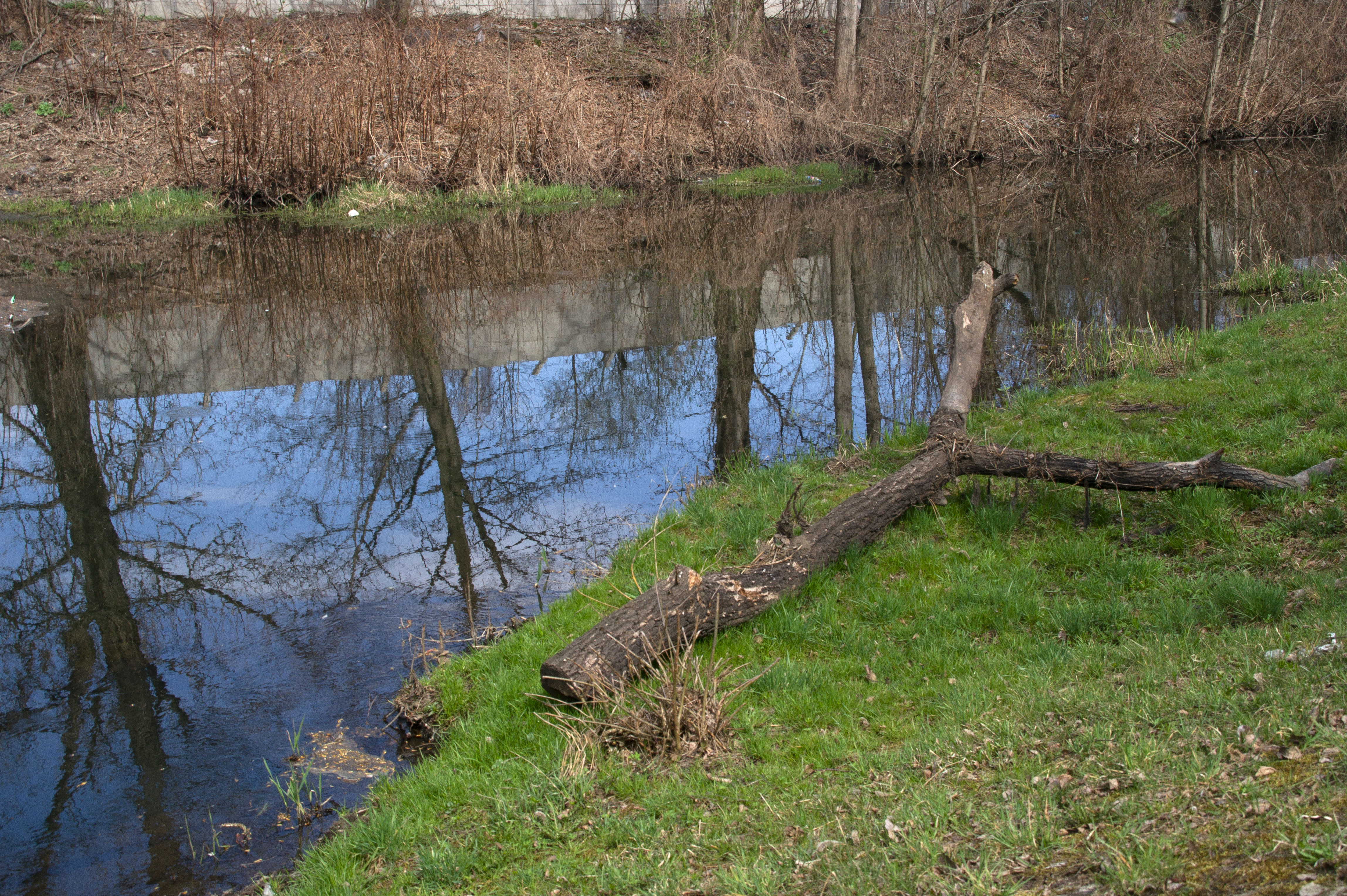
Чорна Пшемша
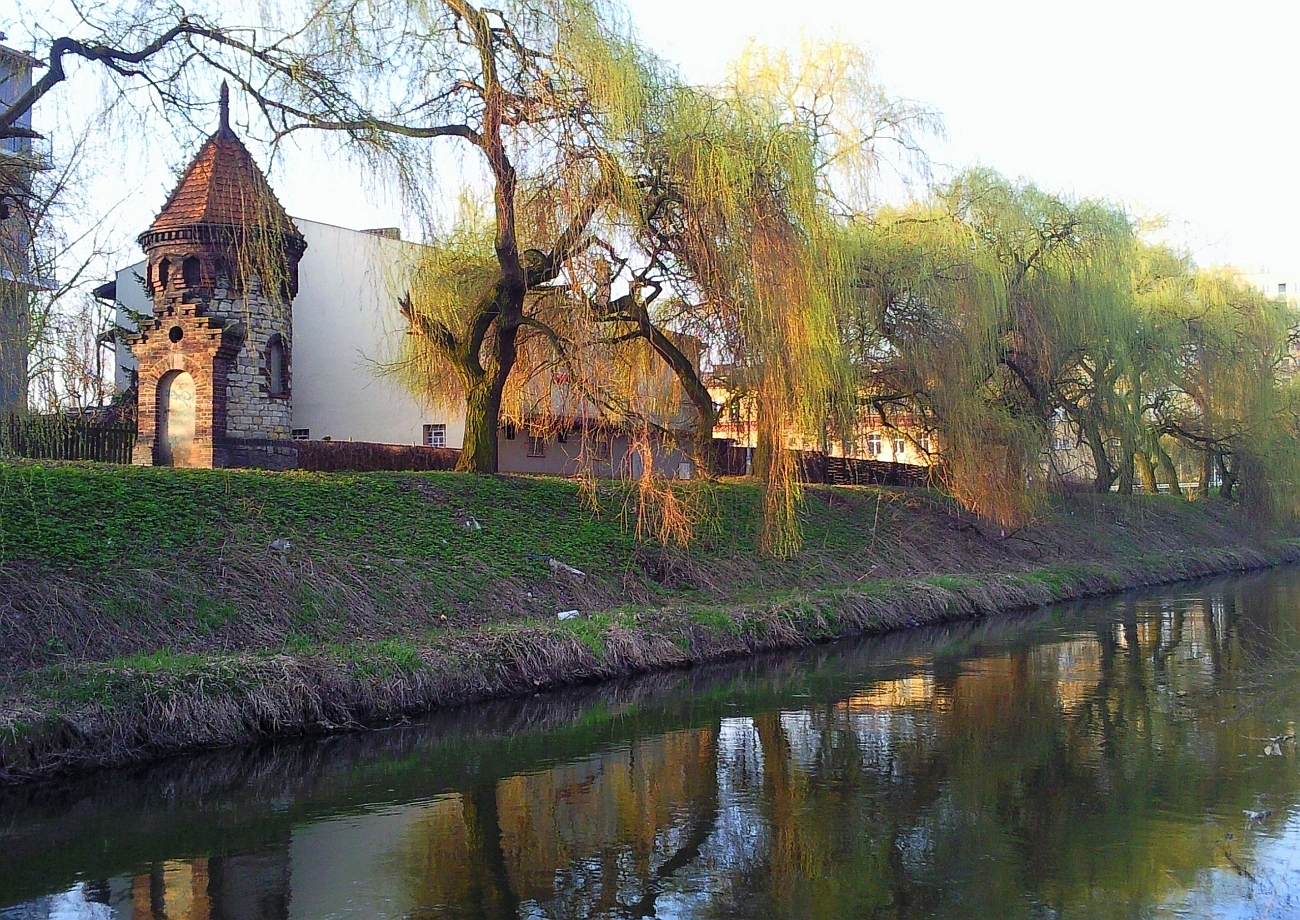
Над Чорною Пшемшою. Парк Сілець у м. Сосновець
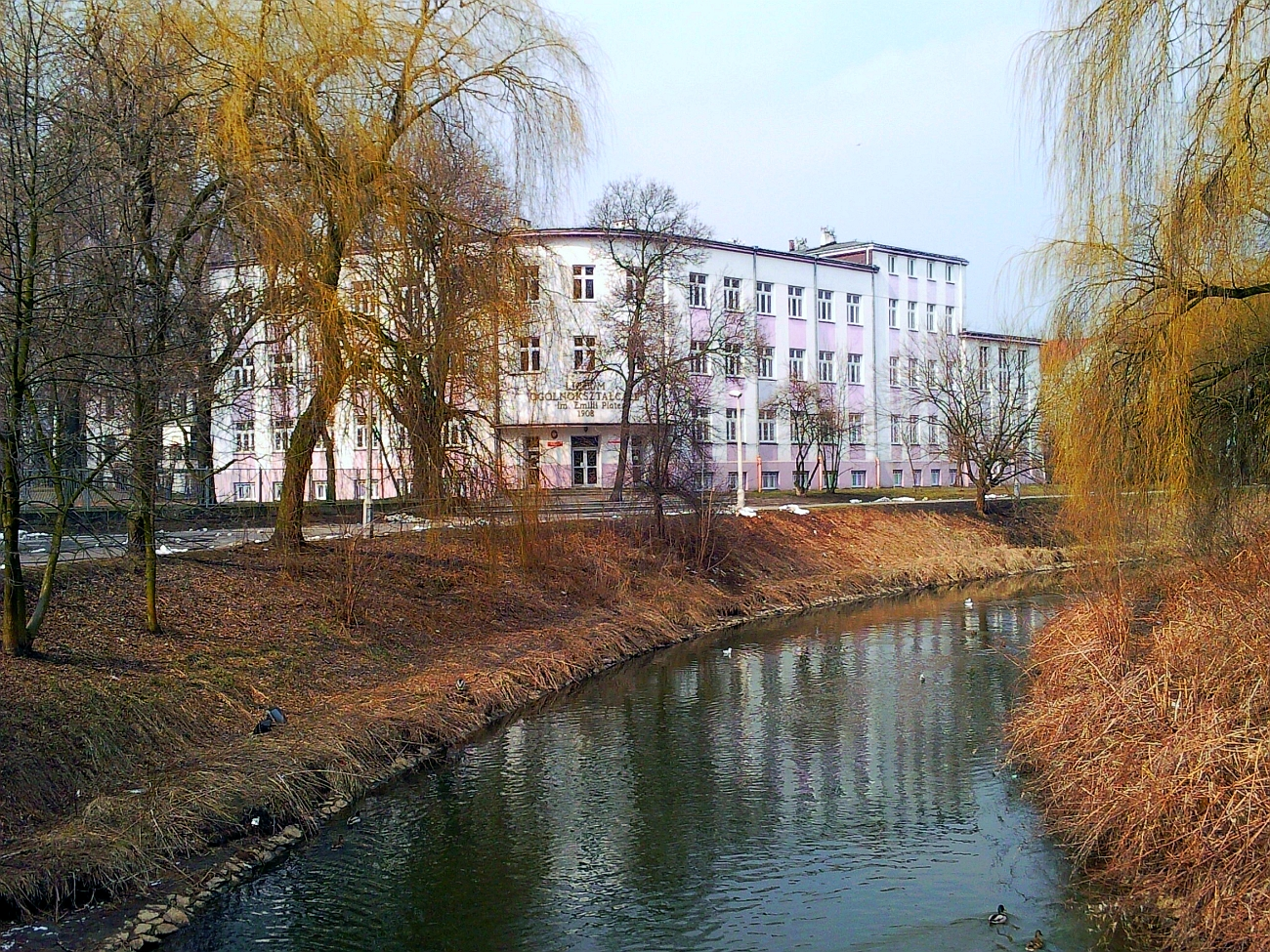
Над Чорною Пшемшою у м. Сосновець. Ліцей ім. Е. Плятер